# Japanese Journal of Applied Physics
Japanese Journal of Applied Physics (ジャパニーズ・ジャーナル・オブ・アプライド・フィジクス、JJAP, Jpn. J. Appl. Phys.) は、1962年7月に日本で創刊された、日本の学術雑誌で、査読された記事のみ掲載される。応用物理学会を主体とし、日本物理学会との協同内部組織である物理系学術誌刊行センター (PCPAP) によって刊行されている雑誌の一つ。JJAP Onlineは英国物理学会傘下のIOP Publishingに業務委託されている。

## 概要
投稿は会員・非会員に関係なく全世界から受け付けている。学会、刊行会、編集委員およびレフリーのインパクトファクター向上の努力と、英語を母語とするスタッフによる論文の推敲を行うことにより、日本から発信される英文での応用物理学分野における総合学術雑誌となった。2008年度の応用物理学分野における論文の被引用回数は世界第4位。学術会議の特集号として刊行される場合もある。

## 構成
1982年から2007年の間は、Part1 (Regular Papers, Short Notes, Review Papers) とPart2 (Letter, Express Letters) とに分かれて発刊されていた。Letters、Express Lettersは、発見や実験の速報性が要求されるために、本論文が発行される前に刊行が必要なため分離された。
2008年1月、Part2 (Letter, Express Letters) を分離する形でAPEX (Applied Physics Express, Appl. Phys. Express) としてリニューアル創刊された。従来のPart1が現在もJapanese Journal of Applied Physicsとして刊行されている。